# Fires at Midnight
Fires at Midnight — третій студійний альбом англійської групи Blackmore's Night, який був випущений 10 липня 2001 року.

## Композиції
1. Written in the Stars - 4:47
2. The Times They Are a Changin' - 3:30
3. I Still Remember - 3:39
4. Home Again - 5:25
5. Crowning of the King - 4:29
6. Fayre Thee Well - 2:05
7. Fires at Midnight - 7:33
8. Hanging Tree - 3:44
9. The Storm - 6:08
10. Mid Winter's Night - 4:27
11. All Because of You - 3:34
12. Waiting Just for You - 3:14
13. Praetorius (Courante) - 1:54
14. Benzai-Ten - 3:49
15. Village on the Sand - 4:54

## Склад
- Річі Блекмор — гітара, бас
- Кендіс Найт — вокал, бек-вокал
- Роберт Куріано — бас, бек-вокал
- Кармін Джігліо — клавішні
- Кріс Девайн — скрипка, флейта
- Майк Соррентіно — барабани

## Це цікаво
Мотив композиції Fires at Midnight походить від  кантиги 353 Quen a omagen da Virgen  зі збірки Cantigas de Santa Maria написаних Альфонсо X (1221-1284). 